# Особняк Кочубея
Особняк Л. В. Кочубе́я (Ю. С. Неча́ева-Мальцо́ва) — историческое здание в Санкт-Петербурге. Находится по адресу: улица Чайковского, дом 30. Построено в 1840-х годах по проекту архитекторов Романа Кузьмина и Гаральда Боссе для князя Льва Кочубея. Перестроено в 1883—1884 годах под руководством зодчего Леонтия Бенуа для Юрия Нечаева-Мальцова.
По данным на 2019 год здание принадлежит государству, с 1994 года его занимает МВД России.

## История

### Первые владельцы
В начале XIX века земельное владение на месте будущего особняка графа Кочубея принадлежало адмиралу Григорию Кушелеву. Участок занимали деревянные строения и обширный правильный сад. В начале 1840-х годов сын адмирала возвёл каменный дом, который был впоследствии сдан в аренду графу С. О. Бержинскому. Позднее здание принадлежало Г. С. Строганову — правнуку президента Императорской академии художеств графа А. С. Строганова.

### Перестройка Боссе
В 1840-х годах земельным участком на улице Сергиевской (современной Чайковского) владел Лев Кочубей, старший сын канцлера Виктора Павловича. В 1843—1844 годах новый хозяин заказал у архитектора Романа Кузьмина проект перестройки особняка, руководил строительством другой зодчий — Гаральд Боссе. Работы начались в 1845-м и были завершены в 1846 году. Фасады здания, сложенные из пудостского известняка, были оформлены в стиле флорентийского неоренессанса с характерными окнами, арками, машикулями, выделяющимися цоколем и карнизом. Внутренние помещения были стилизованы под барокко и рококо и обильно декорированы лепниной и живописью.

### Перестройка Бенуа
В начале 1880-х годов новым владельцем участка стал Юрий Нечаев-Мальцов. По его приглашению в 1883—1884 годах архитектор Леонтий Бенуа выполнил перестройку особняка. Нечаев-Мальцев, унаследовавший колоссальное состояние, к тому моменту получил чин действительного статского советника и стремился создать настоящий дворец, чтобы иметь возможность приглашать самых высокопоставленных лиц государства и даже императорскую семью.
Нечаев-Мальцов стремился заполнить дом «сокровищами», по его инициативе Бенуа обратился к художнику Генриху Семирадскому с просьбой создать живописное панно для главного зала. Для бального зала заказали «огромный рояль» с росписью Эрнста Липгарта и Константина Маковского. К дому примыкали зимний сад с фонтаном и оранжерея, в которой держали канареек и тропических птиц. По рассказам Нечаева-Мальцова, пальма в оранжерее так сильно росла, что дважды пришлось поднимать стеклянный потолок, потратив 20 тыс. рублей.

«О балах и обедах Нечаева ходили легенды <…>. Трюфелей гостям предлагали брать сколько угодно, чуть не на вынос. Вина всякого сорта и звания было разливное море. На балах за котильоном, не считая громадных корзин цветов прямо из Ниццы, доставляемых вагонами, давали ценные подарки. В зимнем саду в прудах плавали рыбы, словом, было все. Но кто-то из недовольных критиковал эти балы, потому что не было… качелей. Я думаю, что добрейший Ю. С. Нечаев-Мальцов завел бы и качели и даже американские горки, если бы его побольше попросили.»

### XX век
В 1913 году Юрий Нечаев-Мальцов скончался, особняк на улице Сергиевской унаследовал его приёмный сын Элим Павлович Демидов Сан-Донато. Он стал последним владельцем здания. После революции особняк национализировали. В 1920-х годах его передали Петроградскому окружному фотокинокомитету, а в 1933 году — Смольнинскому райисполкому. С 1936 по 1994 годы особняк Кочубея занимал Дзержинский исполком, после распада СССР его заняла районная администрация. В 1994 году здание отдали Центральному городскому управлению МВД, а в 2014-м — Главному управлению МВД по Санкт-Петербургу и Ленинградской области.

### Современность
В начале 2000-х годов здание отреставрировали, была восстановлена историческая отделка интерьеров. В 2010 году был объявлен конкурс на проведение реставрации дворового фасада, начальная стоимость превысила 14 млн рублей.
В интерьерах особняка снимали часть сцен из сериала «Хуторянин» (2013) Виктора Мережко.
По состоянию на 2019 год здание занимает МВД России, особняк закрыт для посещения.

## Описание
В проекте Боссе декоративной доминантой внутренних помещений выступала трёхмаршевая парадная лестница, соединявшая гостиную первого этажа со столовыми на втором. Задачей Бенуа было создать парадный бальный зал и дооформить остальные комнаты. Заказчик уточнил, что стены залов требовалось украсить зеркалами в массивных золочёных ажурных рамах. Поставщиками и подрядчиками при строительстве выступили ведущие компании и мастера того времени, а в отделке использовались только дорогие и качественные материалы. Насыщенную лепнину в интерьерах выполнил мастер Иван Дылёв из знаменитой династии скульпторов, он же создал эскизы для резных панелей.
Живописное полотно Семирадского «Аполлон» нанесли на щит и закрепили на потолок главного зала, работой руководил французский мастер Маршом. Также для особняка Семирадский создал композиции «Аврора» и «Весна». Всего в интерьерах особняка находились несколько десятков живописных панно, несколько из них принадлежали кисти Ивана Айвазовского. Леонтий Бенуа лично создал эскизы десюдепортов и плафонов.
В мемуарах Бенуа сохранились записи о работе над особняком Нечаева-Мальцова, в которых архитектор описывал отделку зодчего Боссе как «стиль Людовика XV, со свойственным ему вкусом и изяществом». Результатом же своей работы он был не вполне доволен. Зодчий писал, что «там нет игры в плоскостях рам, <…> орнаменты под позолотой Желле вышли аляповато, и главное, мне всё испортил Лазере своими драпировками». Удачными он назвал паркет, двери, панно Семирадского и вентиляцию: «Во время бала [температура] не спустилась ниже 15 и не поднялась выше 16 после мазурки».